# Los hijos de nadie (película)
Los hijos de nadie (en italiano: I figli di nessuno) es una película de melodrama franco-italiana de 1951 dirigida por Raffaello Matarazzo y protagonizada por Amedeo Nazzari, Yvonne Sanson y Françoise Rosay. Es uno de una serie de melodramas coprotagonizados por Nazzari y Sanson, que fueron muy populares en taquilla.
Le siguió la secuela de 1955 L'angelo bianco.

## Argumento
El dueño de una cantera de mármol se enamora de la hija de uno de sus empleados y tienen un bebé juntos. Sin embargo, su madre intenta sabotear la relación, con trágicas consecuencias.

## Reparto
- Amedeo Nazzari: Guido Canali.
- Yvonne Sanson: Luisa Fanti/Hermana Addolorata.
- Françoise Rosay: Contessa Canali.
- Folco Lulli: Anselmo Vannini.
- Enrica Dyrell: Elena.
- Teresa Franchini: Marta.
- Gualtiero Tumiati: Padre Demetrio.
- Alberto Farnese: Poldo.
- Aristide Baghetti: Bernardo Fanti, padre de Luisa.
- Enrico Glori: Rinaldi.
- Olga Solbelli: Madre Superiora.
- Nino Marchesini: el doctor.
- Rita Livesi: la señora.
- Giulio Tomasini: Antonio.
- Enrico Olivieri: Bruno.
- Rosalia Randazzo: Alda.
- Felice Minotti: custodio.
- Loris Gizzi: director del colegio.